# Santurtzi
Santurtzi (baskiskt uttal: [santuɾts̻i], spanska: Santurce) är en stad och kommun i provinsen Biscaya i den autonoma regionen Baskien i norra Spanien. Staden ligger vid Biscayabukten, cirka 10,5 kilometer nordväst om Bilbao. Det är en hamnstad, belägen i Bilbaos storstadsområde. Kommunen har 46 247 invånare (2024), på en yta av 8,87 km². Santurtzi gränsar till kommunerna Zierbena, Abanto Zierbena / Abanto y Ciérvana, Ortuella och Portugalete.